# Свиягино (станция)
Свия́гино — железнодорожная станция на главном ходе Транссиба Владивостокского отделения Дальневосточной железной дороги. Расположена в пос. Свиягино Спасского района Приморского края России. Электрифицирована.
На станции останавливается электропоезд № 6007-6015 «Владивосток-Ружино» и поезд дальнего следования № 351/352 «Владивосток-Совгавань»

## География
Железнодорожная станция расположена на Транссибе между станциями ДВЖД Ружино и Спасск-Дальний.
Расстояние до станции Спасск-Дальний (на юг) около 34 км

## История
Названа в честь инженера-путейца Николая Сергеевича Свиягина, принимавшего участие в строительстве Уссурийской железной дороги.